# Friedrichskirche (Gotha)

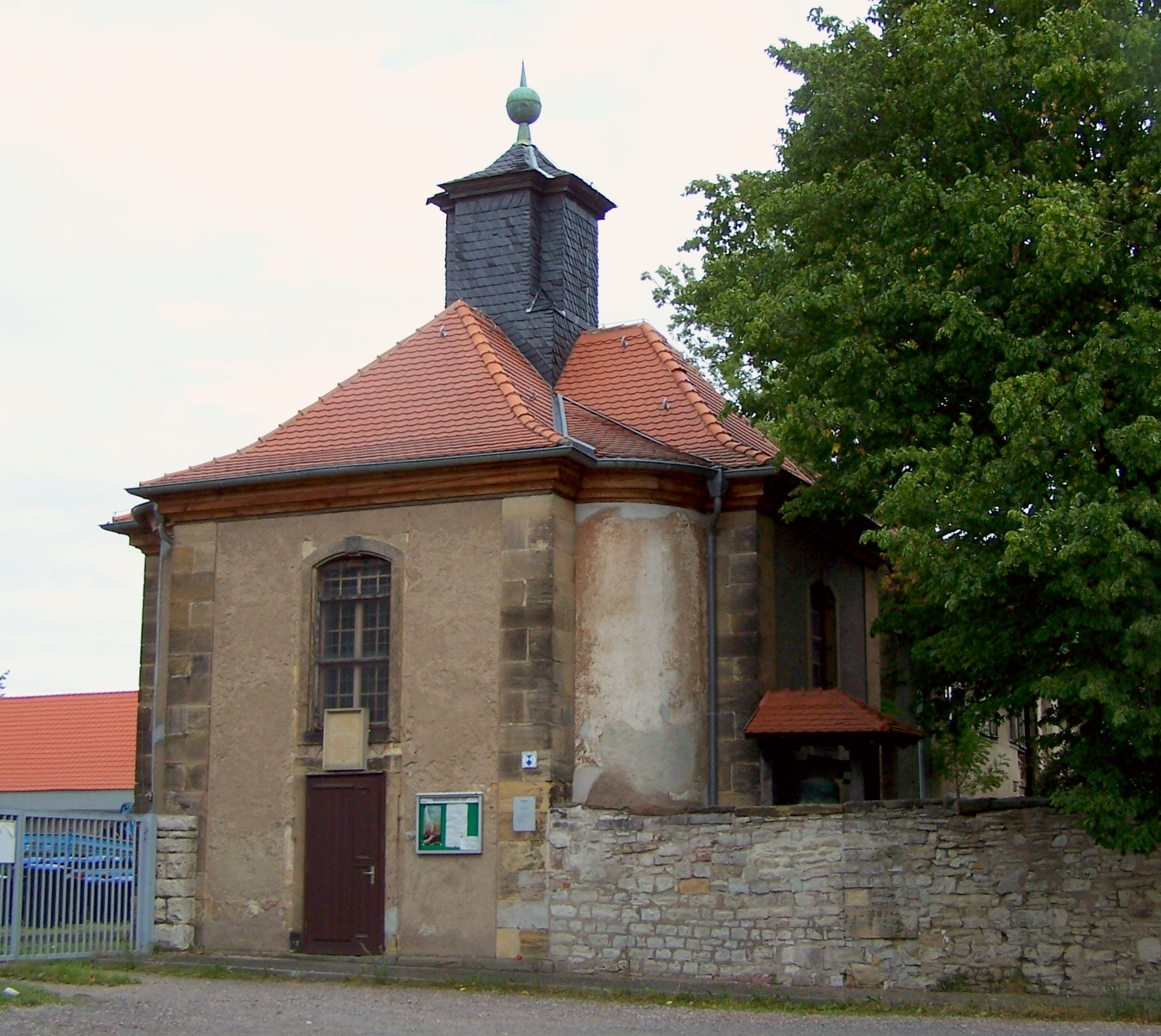
Friedrichskirche (Siechhofskirche), 2011

Die evangelische Friedrichskirche, auch Siechhofskirche genannt, ist der kleinste Kirchenbau der Stadt Gotha. Sie gilt als ältester barocker Zentralbau in Thüringen.

## Geschichte
Bereits 1347 wurde auf dem östlich außerhalb der Stadt liegenden Flurteil Schlichte, an der Landstraße nach Erfurt, ein Hospital für Aussätzige (das Leprosorum, auch Sonder- oder Siechhof genannt) mit einer dem St. Nikolaus geweihten Kapelle erwähnt. Der romanische Bau wurde jedoch 1715 abgebrochen, um auf seinen Grundmauern die heutige Friedrichskirche zu errichten. Auftrag- und Namensgeber war Herzog Friedrich II. von Sachsen-Gotha-Altenburg, der zum Dank für eine überstandene Krankheit den Kirchenneubau vom gothaischen Baumeister Johann Erhard Straßburger ausführen ließ. Am 19. Juli 1715 wurde der Grundstein für das Gotteshaus gelegt, das noch im Dezember desselben Jahres geweiht werden konnte.

## Architektur und Ausstattung

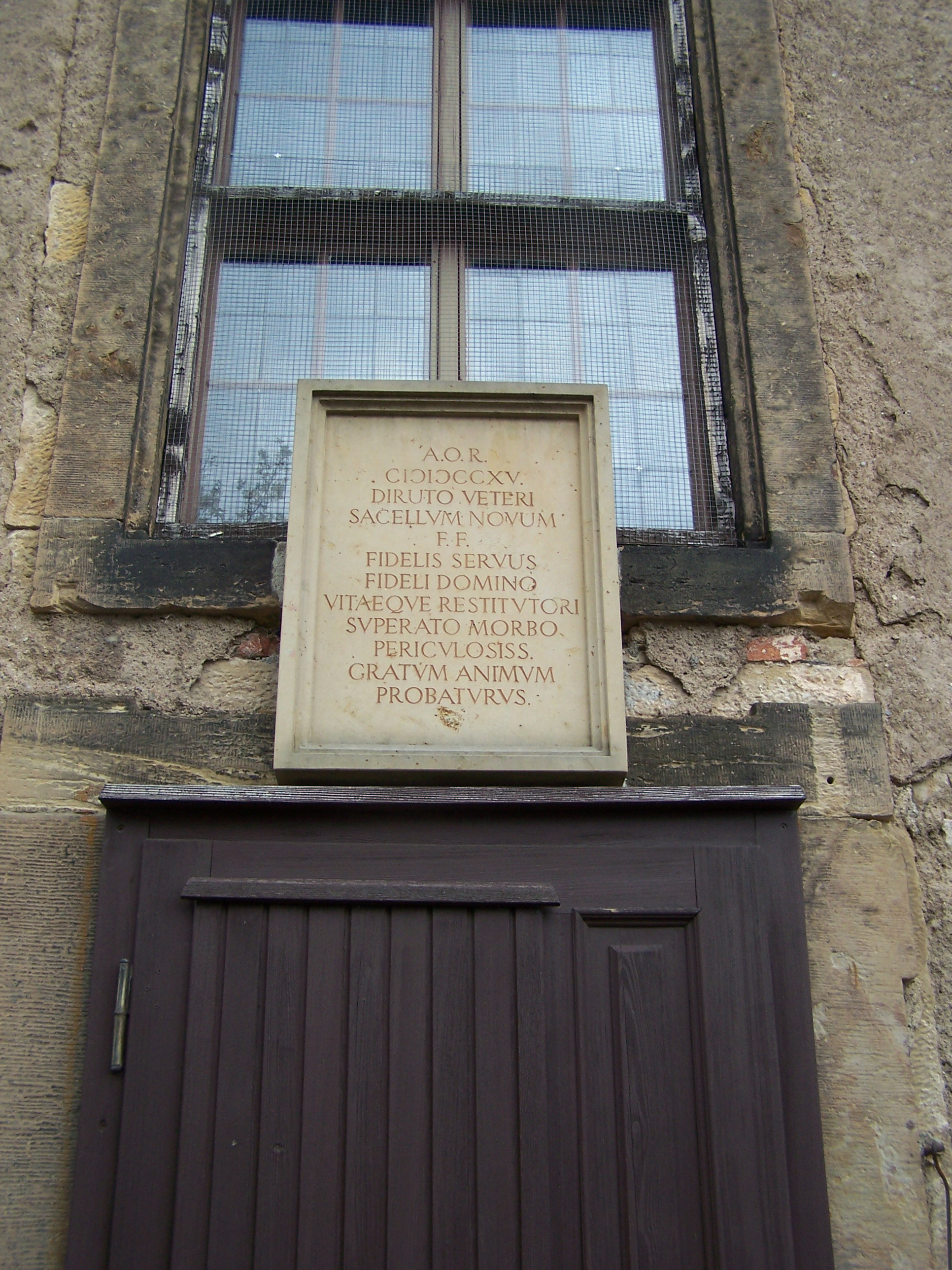
Sandsteintafel über dem Eingang

Den Grundriss der Kirche bildet ein Griechisches Kreuz mit vier gleich kurzen Armen, die Ecken sind als Viertelkreis-Nischen ausgebildet. Der Bau besteht aus verputzten Bruchsteinmauern, lediglich die Gebäudeecken sowie die Fenster- und Türeinfassungen sind aus behauenem Sandstein. Das mit roten Biberschwänzen gedeckte Dach krönt ein mit grauem Schiefer gedeckter Dachreiter, dessen Querschnitt ebenfalls die Form eines griechischen Kreuzes aufweist.
Der Fußboden des ursprünglich in Weiß und Blau gehaltenen schlichten Innenraumes ist mit braunrotem Ziegelstein belegt. In den Kreuzarmen sind einfach gehaltene Emporen angebracht. Über dem schmucklosen Altar befindet sich die barocke Kanzelempore mit einem Schild, der den Namenszug Friedrichs II. mit Krone zeigt.
Im Jahre 1976 erhielt die Kirche durch den Gothaer Orgelbaumeister Rudolf Böhm eine neue Orgel. Sie verfügt über 1 Manual und abhängendem Pedal und 5 Register.
An der Südfassade der Kirche steht ein Glockenstuhl mit einer Glocke.

## Sonstiges
Zum Zeitpunkt seiner Erbauung und bis ins 20. Jahrhundert hinein wurde das Gotteshaus (in Anlehnung an die vormals hier stehende St.-Nikolaus-Kapelle) Friedrichskapelle genannt. Die offizielle Bezeichnung ist heute Friedrichskirche, doch ist im Volksmund auch die umgangssprachliche Bezeichnung Siechhofskirche noch bekannt und in Gebrauch.
Über dem Eingang zur Kirche befindet sich eine Sandsteintafel mit der lateinischen Inschrift A.(NNO)O.(RBIS)R.(EDEMPTI) / CICICCCXV / DIRUTO VETERI / SACELLVM NOVUM / F.(IERI)F.(ECIT) / FIDELIS SERVUS / FIDELI DOMINO / VITAEQVE RESTITVTORI / SVPERATO MORBO / PERICVLOSISS.(IMO) / GRATVM ANIMVM / PROBATVRVS. (Im Jahre der erlösten Welt / 1715 / ließ der getreue Knecht / seinem getreuen Herrn / und Wiederhersteller seines Lebens / nach überstandener, höchst gefährlicher Krankheit / zum Beweise seiner dankbaren Gesinnung / nach Zerstörung des alten / ein neues kleines Heiligtum / errichten.) Die im Jahre 2000 dank der Spende einer Gothaerin angefertigte Tafel entstand als Ersatz für eine über Jahrzehnte verschwundene Marmortafel mit diesem Text aus der Erbauungszeit der Kirche.
Die Kirche wird durch die evangelisch-lutherische Kirchengemeinde Gotha betreut, die regelmäßig Gottesdienste darin abhält. Die Kirche ist denkmalgeschützt.